# Espaço lp
Em matemática, os espaços {\displaystyle \ell ^{p}}, são espaços vetoriais normados cujos vetores são sequências de números pertencentes a um corpo {\displaystyle \mathbb {K} } onde {\displaystyle \mathbb {K} =\mathbb {C} } ou {\displaystyle \mathbb {R} }. Espaços {\displaystyle \ell ^{p}} são exemplos de  espaços vetoriais de dimensão infinita.

## Definições
- Uma sequência {\displaystyle \{a_{n}\}_{n=1}^{\infty }\,} é dita pertencer ao espaço {\displaystyle \ell ^{p}\ ,\;1\leq p<\infty ,} se for p-somável, ou seja:

{\displaystyle \|a_{n}\|_{p}:=\left(\sum _{n=1}^{\infty }|a_{n}|^{p}\right)^{\frac {1}{p}}<\infty }.
- Uma sequência {\displaystyle \{a_{n}\}_{n=1}^{\infty }\,} é dita pertencer ao espaço {\displaystyle \ell ^{\infty }\,} se for limitada, ou seja:

{\displaystyle \|a_{n}\|_{\infty }:=\sup _{n}|a_{n}|<\infty }.
A desigualdade de Minkowski garante que estes espaços são lineares e que a norma está bem definida, satisfazendo seus axiomas.
A estrutura de espaço vetorial é gerada definindo a soma de elementos e a multiplicação por escalar da seguinte maneira:
{\displaystyle (a_{1},a_{2},...,a_{n},a_{n+1},\dots )+(b_{1},b_{2},...,b_{n},b_{n+1},\dots )=(a_{1}+b_{1},a_{2}+b_{2},...,a_{n}+b_{n},a_{n+1}+b_{n+1},\dots )}
{\displaystyle \lambda \cdot (a_{1},a_{2},...,a_{n},a_{n+1},\dots )=(\lambda a_{1},\lambda a_{2},...,\lambda a_{n},\lambda a_{n+1},\dots )}.

## Propriedades dos espaçosℓp{\displaystyle \ell ^{p}}

### Convergência
Todas as sequências {\displaystyle \{a_{n}\}_{n=1}^{\infty }\,} pertencentes a {\textstyle \ell ^{p},1\leq p<\infty }, convergem a zero, o que não é necessariamente verdade para sequências em {\displaystyle \ell ^{\infty }}, por exemplo, a sequência constante {\displaystyle a=(1,1,1,1,\dots )} é limitada mas {\displaystyle \|(1,1,1,1,\dots )\|_{p}=\infty ,\;1\leq p<\infty }, logo {\displaystyle a\notin \ell ^{p}}.

### Espaços de Banach e Hilbert
Espaços {\displaystyle \ell ^{p}} são espaços de Banach para qualquer {\displaystyle 1\leq p\leq \infty } e o único espaço {\textstyle \ell ^{p}} que é um espaço de Hilbert é {\textstyle \ell ^{2}}, que é dotado do produto interno
{\displaystyle \langle \{a_{n}\}|\{b_{n}\}\rangle =\sum _{n=1}^{\infty }a_{n}{\overline {b_{n}}}}.

### Separabilidade
Para  {\displaystyle 1\leq p<\infty }, os espaços {\displaystyle \ell ^{p}} são separáveis, mas {\displaystyle \ell ^{\infty }} não é separável.

### Inclusão dos espaços
Os espaços {\displaystyle \ell ^{p}} crescem à medida que {\displaystyle p} cresce, isto é, se {\textstyle 1\leq p<q\leq \infty }, então {\displaystyle \ell ^{p}\subset \ell ^{q}}.

## Espaçosc,c0ec00{\displaystyle c,c_{0}\;{\text{e}}\;c_{00}}
O espaço das sequências convergentes é denotado por {\displaystyle c}, e, como toda sequência convergente é limitada, {\displaystyle c} é um subespaço linear de {\displaystyle \ell ^{\infty }} e além disso temos que {\displaystyle c} é um subespaço fechado de {\displaystyle \ell ^{\infty }} e portanto um espaço de Banach.

O espaço {\displaystyle c_{0}} é o espaço das sequências convergentes a zero, é facil notar que {\displaystyle c_{0}} é um subespaço de {\displaystyle c} e portanto também é um subespaço linear de {\displaystyle \ell ^{\infty }}. Também é um subespaço fechado e portanto de Banach

{\displaystyle c_{00}} é o subespaço linear de {\displaystyle c_{0}} formado pelas sequências eventualmente nulas, ou seja, para {\displaystyle \{a_{n}\}\in c_{00}}, existe {\displaystyle n\in N} tal que se {\displaystyle m\geq n,\,a_{m}=0}. {\displaystyle c_{00}} não é um subespaço fechado com relação a norma {\displaystyle \|\cdot \|_{\infty }}, pois para a sequência
{\displaystyle x_{n}=\left(1,{\frac {1}{2}},{\frac {1}{3}},\dots ,{\frac {1}{n}},0,\dots \right),\;\{x_{n}\}}  é de Cauchy mas {\displaystyle \lim _{n\rightarrow \infty }x_{n}} converge para {\displaystyle x=\left(1,{\frac {1}{2}},{\frac {1}{3}},{\frac {1}{4}},\dots ,{\frac {1}{n}},{\frac {1}{n+1}},\dots \right)} que não pertence à {\displaystyle c_{00}}.

## Dualidade
Se {\displaystyle 1<p<\infty }, então o espaço dual topológico de {\displaystyle \ell ^{p}} é isometricamente isomorfo a {\displaystyle \ell ^{q}} onde {\displaystyle q} é o conjugado de Lebesgue de {\displaystyle p}, ou seja {\displaystyle {\frac {1}{p}}+{\frac {1}{q}}=1}. O isomorfismo {\displaystyle \Psi } definido por
{\displaystyle {\begin{alignedat}{3}\Psi :\ell ^{q}&\to (\ell ^{p})'\\x&\mapsto L_{x}:\ell ^{p}\to \mathbb {K} &&\\&\qquad \qquad y\mapsto \sum _{n}x_{n}y_{n}&&\\\end{alignedat}}}.
Pela desigualdade de Hölder temos que {\displaystyle |L_{x}(y)|\leq \|x\|_{q}\|y\|_{p}}, e definido a norma em {\displaystyle (\ell ^{p})'} por 
{\displaystyle \|\Psi (x)\|_{(\ell ^{p})'}=\sup _{y\neq 0}{\frac {|L_{x}(y)|}{\|y\|_{p}}}}.
Temos que {\displaystyle \|\Psi (x)\|_{(\ell ^{p})'}\leq \|x\|_{q}},e portanto, {\displaystyle \Psi } é um operador limitado e 
{\displaystyle \Psi (\lambda x^{1}+x^{2})=L_{(\lambda x^{1}+x^{2})}(y)=\sum _{n}(\lambda x_{n}^{1}+x_{n}^{2})y_{n}=\lambda \sum _{n}x_{n}^{1}y_{n}+\sum _{n}x_{n}^{2}y_{n}}
logo {\displaystyle \Psi } é linear.
Seja {\textstyle 1\leq p<\infty }, então os funcionais pertencentes ao espaço dual {\displaystyle \left(\ell ^{p}\right)^{*}\,} são da forma:
{\displaystyle l\left(\{a_{n}\}\right)=\sum _{n=1}^{\infty }a_{n}b_{n}}, para algum {\displaystyle \{b_{n}\}\,} associado a {\displaystyle l\,}.